# Geoffrey Ridel
Geoffrey Ridel († 20 ou 21 août 1189) est un ecclésiastique anglais devenu Lord grand chancelier d'Angleterre et évêque d'Ely.

## Biographie
Il était probablement le petit neveu d'un autre Geoffrey Ridel, qui était un juge royal. Il était clerc royal vers 1156 et archidiacre de Canterbury vers 1163. 
Pendant le conflit entre le roi Henri II d'Angleterre et l'archevêque Thomas Becket, Ridel a soutenu le roi. Après la résolution du conflit, Ridel a été récompensé par un évêché. Il a été élu au siège d'Ely fin avril 1173 et consacré le 6 octobre 1174 à Canterbury.
Il meurt le 20 ou 21 août 1189,. Après sa mort, le roi Richard Ier d’Angleterre confisqua ses biens personnels. Il est enterré dans la cathédrale d'Ely, dont il a construit une grande partie du transept occidental pendant son mandat d'évêque. 